# Kilian Heller
Kilian Heller (* 21. Mai 1695 in Tauberrettersheim; † 15. September 1738 in Seligenstadt) war als Bonifacius I. Heller der 55. Abt des Benediktinerklosters in Seligenstadt.

## Kindheit und Jugend
Kilian Heller wurde am 21. Mai 1695 in einfache Verhältnisse geboren. Seine Eltern, Martin und Gertrud Heller, waren Häckerleute, sie bauten in kleinem Umfang Wein an und lebten davon. Er wurde noch im selben Jahr getauft. Ab 1701 besuchte er die Schule, Lateinunterricht hatte er ab etwa 1704 vom Ortspfarrer Johann Georg Schmitt. Er wurde 1705 in Röttingen in St. Kilian firmiert.
1713 beschloss der Achtzehnjährige, Priester werden zu wollen. Er schloss sich heimlich, da sein Vater diese Pläne nicht unterstützte, umherwandernden Mönchen auf dem Weg nach Würzburg an. Im Dezember 1713 erscheint er im Matrikel der Julius-Maximilians-Universität Würzburg als Chilianus Heller Franco, pauper, Logicus. Der Matrikeleintrag kennzeichnet seine Herkunft aus Franken, seine persönlichen Verhältnisse (pauper = arm) und das beabsichtigte Studienfach der Logik als Vorstufe zur Theologie. Der Aufenthalt dort war allerdings nicht von langer Dauer. Es ist nicht genau bekannt, warum Heller bereits im Herbst 1714 sein Studium in Würzburg abbrach. Er wechselte vom dortigen Jesuitenkolleg in das nach Aschaffenburg und schrieb sich dort in den Logikkurs ein. Sein erstes Examen in Logik bestand er im Juli 1715. Danach studierte er Physik, Metaphysik und Ethik, ebenfalls bei den Aschaffenburger Jesuiten. 1716 kam er nach Seligenstadt, seine Einkleidung für das Noviziat bei den Benediktinern war am 30. August 1716. Er studierte im Kloster Theologie und die Schriften der Kirchenväter. Seine Profess legte er am 8. September 1717 ab, als Klostername wählte er Bonifacius. 1718 beendete er sein Studium mit der Disputation. Er wurde am 11. Juli 1720 zum Priester geweiht.

## Klosterämter
Ab 1720 hielt er das Amt des Speichermeisters, ab 1721 vorläufig und ab 1722 endgültig das wichtige des Cellerars. Ab dem März 1726 wurde er Altarist, seine zu lesenden Messen hielt er in der Pfarrkirche von Seligenstadt. Im Oktober 1727 ernannte ihn Abt Petrus II. genannt IV. Schultheis zum Pfarrer von St. Johann Baptist im heutigen Hanau-Steinheim, dem damals eigenständigen Steinheim am Main.

## Abt

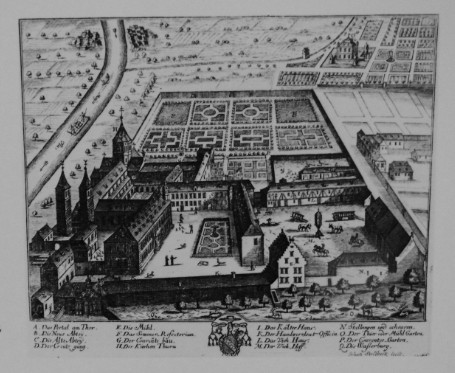
Plan der Seligenstädter Abtei von 1710.

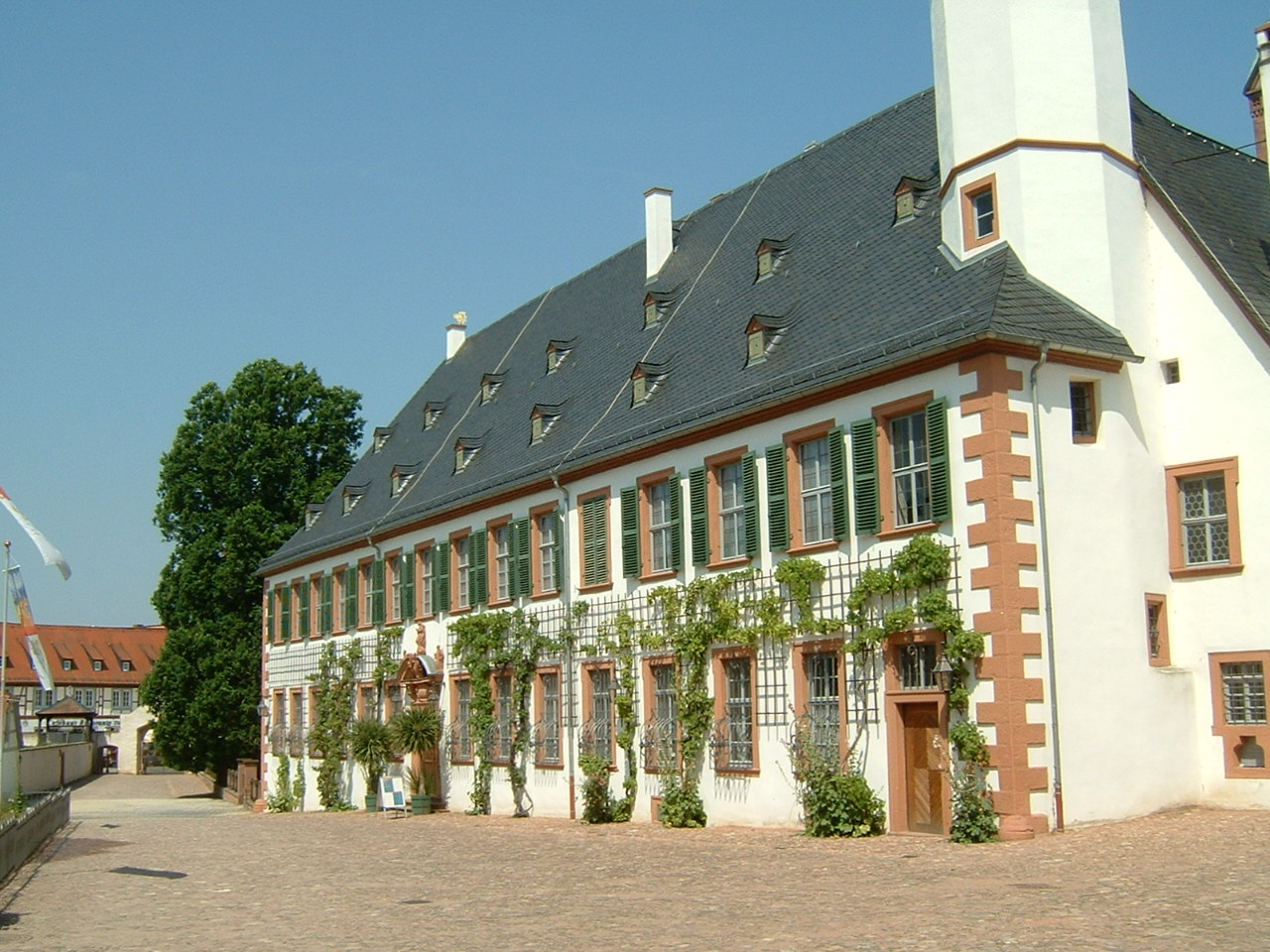
Der Prälaturbau, in dem Heller als Abt bis heute sichtbare Umwandlungen durchführen ließ. Die Abtswohnung befand sich im Erdgeschoß, die Bibliothek und die Räume für wichtige Gäste darüber.

Petrus IV. Schultheis starb am 11. März 1730. Die Wahlbekanntmachung für die Abtswahl datiert vom 9. April 1730, die Genehmigung war zuvor von Franz Ludwig von Pfalz-Neuburg eingeholt worden. Die Abtswahl fand am 12. April 1730 statt, 25 Benediktiner nahmen teil. Im vierten Wahlgang wurde Bonifacius Heller zum Abt gewählt. Er war der 55. Abt des Klosters. Nach der Investitur wählte er als Motto: Aequalis in omnes (Gleichbleibend gegen alle).
Eines seiner ersten Projekte war der Umbau des Prälaturhauses und die Ausstattung desselben mit einer Bibliothek. Er verpflichtete 1731 Jacob Conrad Bechtold zur Ausstattung des neuen Bibliothekssaales mit Fresken, die bis heute zu sehen sind. Die Buchbestände hingegen wurden nach der Säkularisation des Klosters 1811 zunächst nach Darmstadt gebracht und sind heute Bestandteil der Landesbibliothek Wiesbaden.
Nach Fertigstellung der Bibliothek 1731 wandte sich Bonifacius der Umgestaltung des Winterrefektoriums im Konventsbau zu. Die Stuckaturen fertigte abermals Bechtold. Von den ursprünglich 14 Feldern sind heute nur noch zwei erhalten.
1732 nahm Bonifacius an der Bischofsweihe des neuen Kurfürsten und Erzbischofs Philipp Karl von Eltz-Kempenich teil. Ihm räumte er 1733 in einem Vertrag das Jagdrecht auf klösterlichem Grund ein.
Ebenfalls 1733 beauftragte er, wiederum Bechtold, ein großes Leinwandgemälde zu restaurieren und zu ergänzen. Es handelt sich um einen Stammbaum der Äbte (Series abbatum), ursprünglich von 1640. Darauf ist auch sein Abbild zu sehen.
1734 hielt er sich in seinem Heimatort Tauberrettersheim auf, um seinen 40. Geburtstag zu feiern. Sein Gastgeschenk an die Gemeinde war eine reichverzierte Monstranz, die bis heute mit Widmungsinschrift im Kirchenschatz von St. Vitus aufbewahrt wird. Auf dem Rückweg stürzte er schwer vom Pferd in die Tauber, wovon er sich nie mehr richtig erholte, er nahm aber an der 1000-Jahr-Feier des Klosters Amorbach trotz seiner Verletzungen teil. Während der Erholung widmete ihm ein Mitbruder ein Antiphon, das Buch, in dem es geschrieben wurde, ist noch vorhanden und trägt auf der Rückseite sein Abtswappen.
Den Altar der Sakristei im Seligenstädter Kloster ließ er 1735, wieder von Bechtold, mit einem Marienbild in einem Säulenrahmen mit Prunkdekor versehen. Er ist heute noch zu sehen, nur die Begleitfiguren fehlen. Die Benediktinerabtei Wessobrunn hatte im gleichen Jahr einen Kupferstich Mariens an alle deutschen Benediktinerklöster versendet, nachdem das Gemälde dann geschaffen wurde.
Von den Stiftungen Bonifacius für verschiedene Patronatskirchen hat sich noch eine Reihe an Werken erhalten, so etwa eine Nepomukfigur in Steinheim.
1736 ließ er den Südturm der Einhardsbasilika, also seiner eigenen Klosterkirche, wieder errichten. 1737 sorgte er in der Kirche für die Errichtung eines, bis heute vorhandenen, Nekrologschreines.
Zum Fest seines Namenstages erschien am 5. Juni 1738 eine gedruckte Biografie über Bonifacius I. Heller in Frankfurt am Main, Verfasser war Leonardus Moeren aus Großauheim.
Bonifacius I. Heller verstarb am 15. September 1738 an den Spätfolgen seines Sturzes. Er ist in der Einhardsbasilika in Seligenstadt beigesetzt, sein Grabmal aus schwarzem Marmor und weißem Alabaster befindet sich an der Ostwand des südlichen Querhauses. Die Platte wurde von seinem übernächsten Nachfolger, Bonifacius II. Merget 1755 gestiftet.